# Wodyetia
Wodyetia bifurcata Irvine es una especie de palmera de la familia Arecaceae. Es la única especie del género Wodyetia.

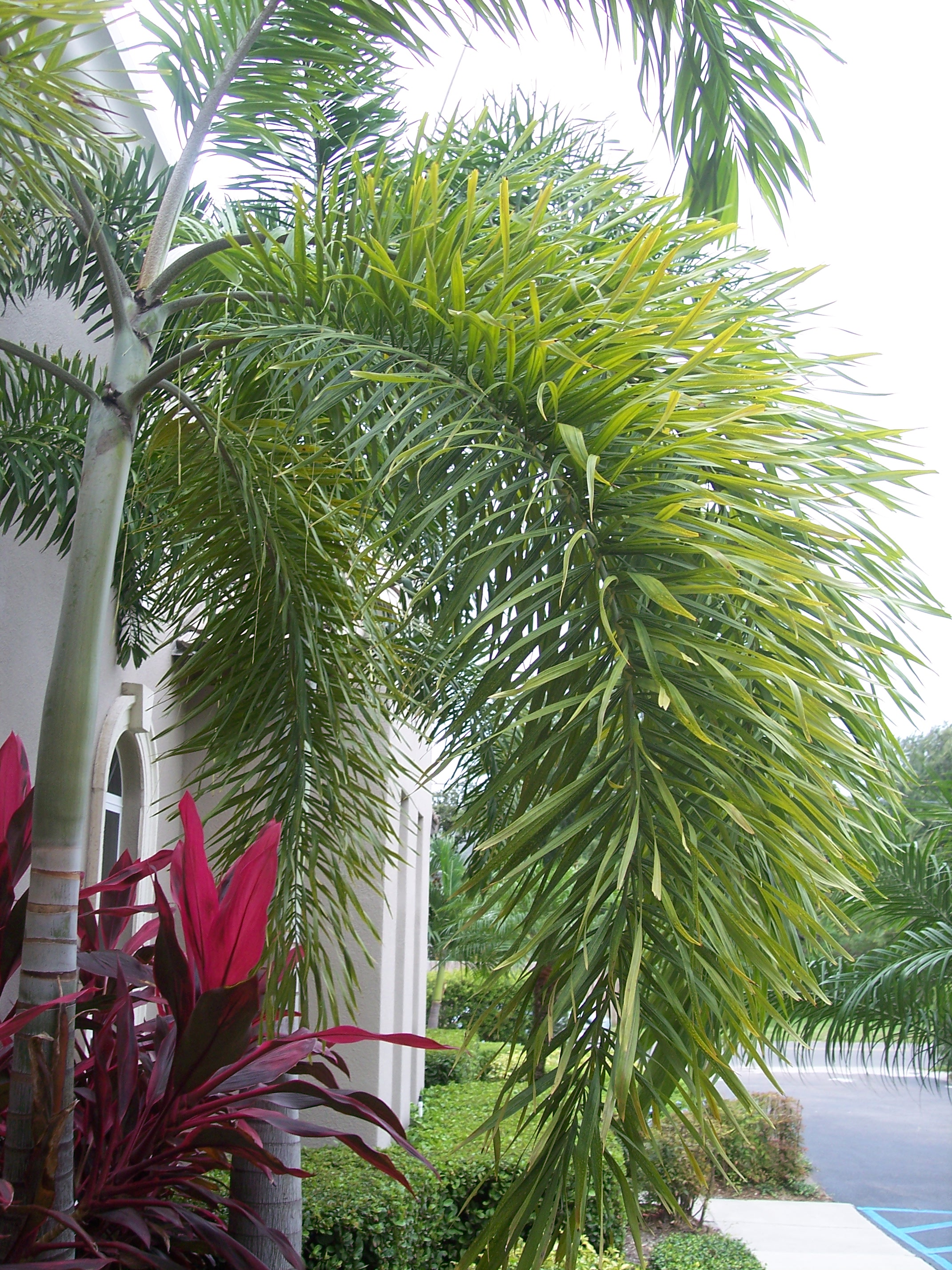
Detalle de hoja de W. bifurcata.

## Ecología y hábitat
Es endémica de una parte muy pequeña de Australia, originalmente ubicada en la roca o grava en las colinas del Cabo Melville, en su totalidad en el Parque Nacional Cabo Melville. El área ha sido reconocida por su rica diversidad biocultural, tras largas e intensas asociaciones aborígenes y una rica diversidad biológica.
Además de ser un hábitat para esta especie, la zona de Melville es un hábitat para los animales como el Petrogale godmani, o Cyrtodactylus louisiadensi, además de ranas endémicas y lagartos, como el Cryptoblepharus fuhni, Litoria andiirrmalin y Cophixalus zweifeli.

## Descripción
Tiene similares características que Archontophoenix alexandrae, el tronco también es liso, delgado, y limpio. Crece con un simple, doble o triple tronco que tiene ligeramente forma de huso o como tronco columnar que puede llegar a la altura de 9 metros. Sobre el tronco también tiene unos estrechos anillos de color gris oscuro. La corona es de color verde brillante y ligeramente hinchada en la base.
El follaje tiene diferentes colores verdes y recibió su nombre por la apariencia de su follaje, que se asemeja a la cola de zorro.

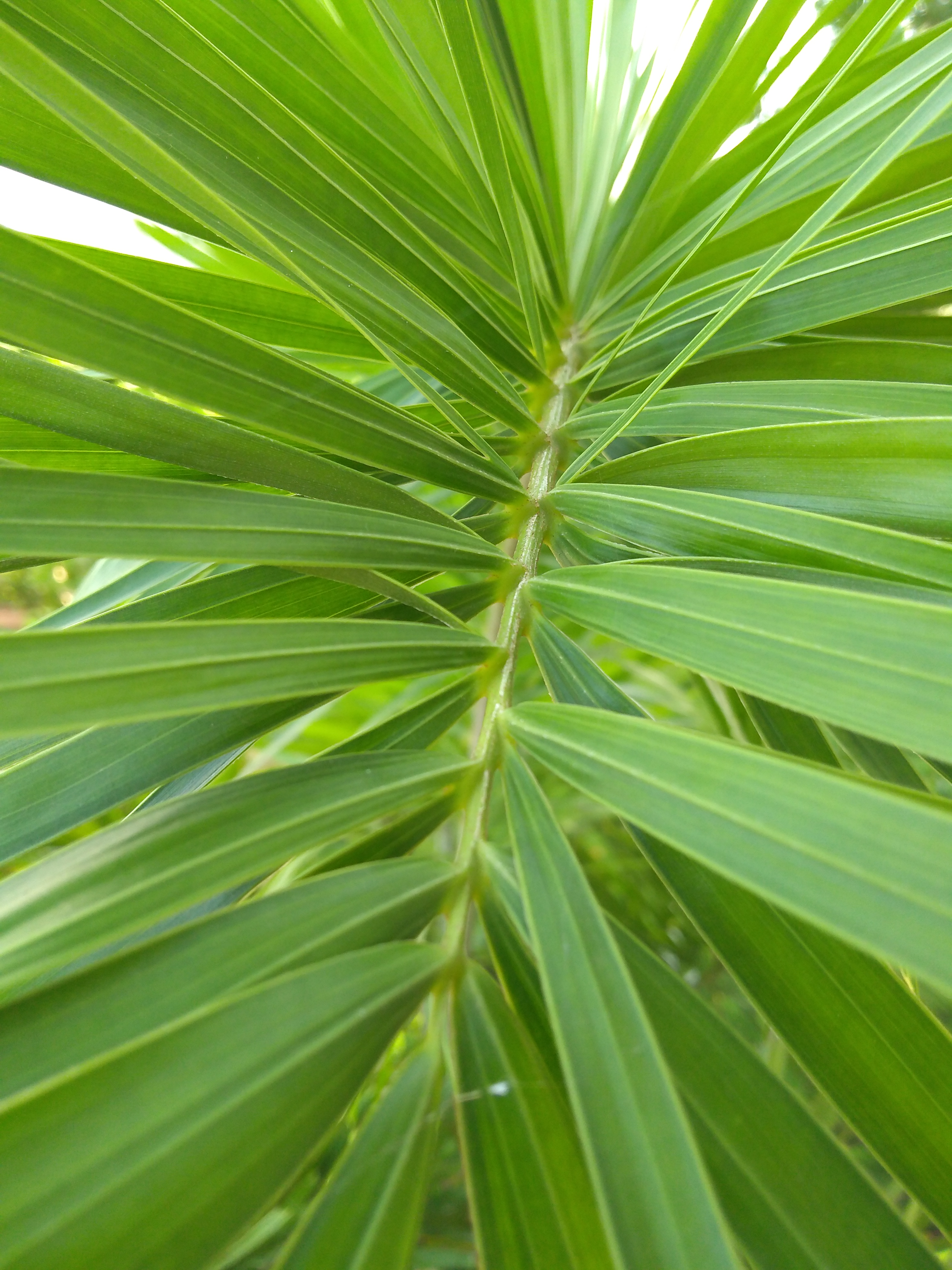
Hoja
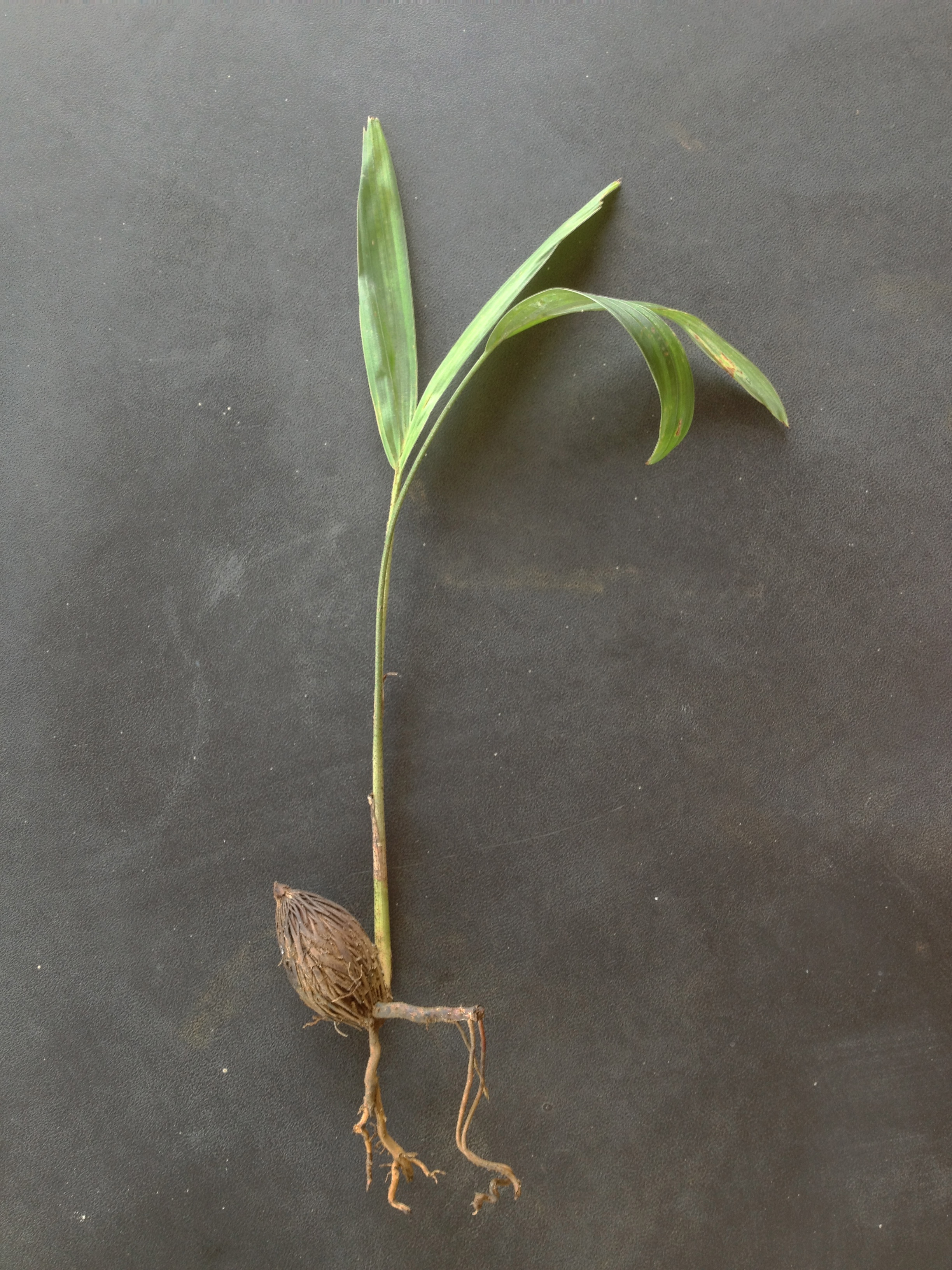
Plántula
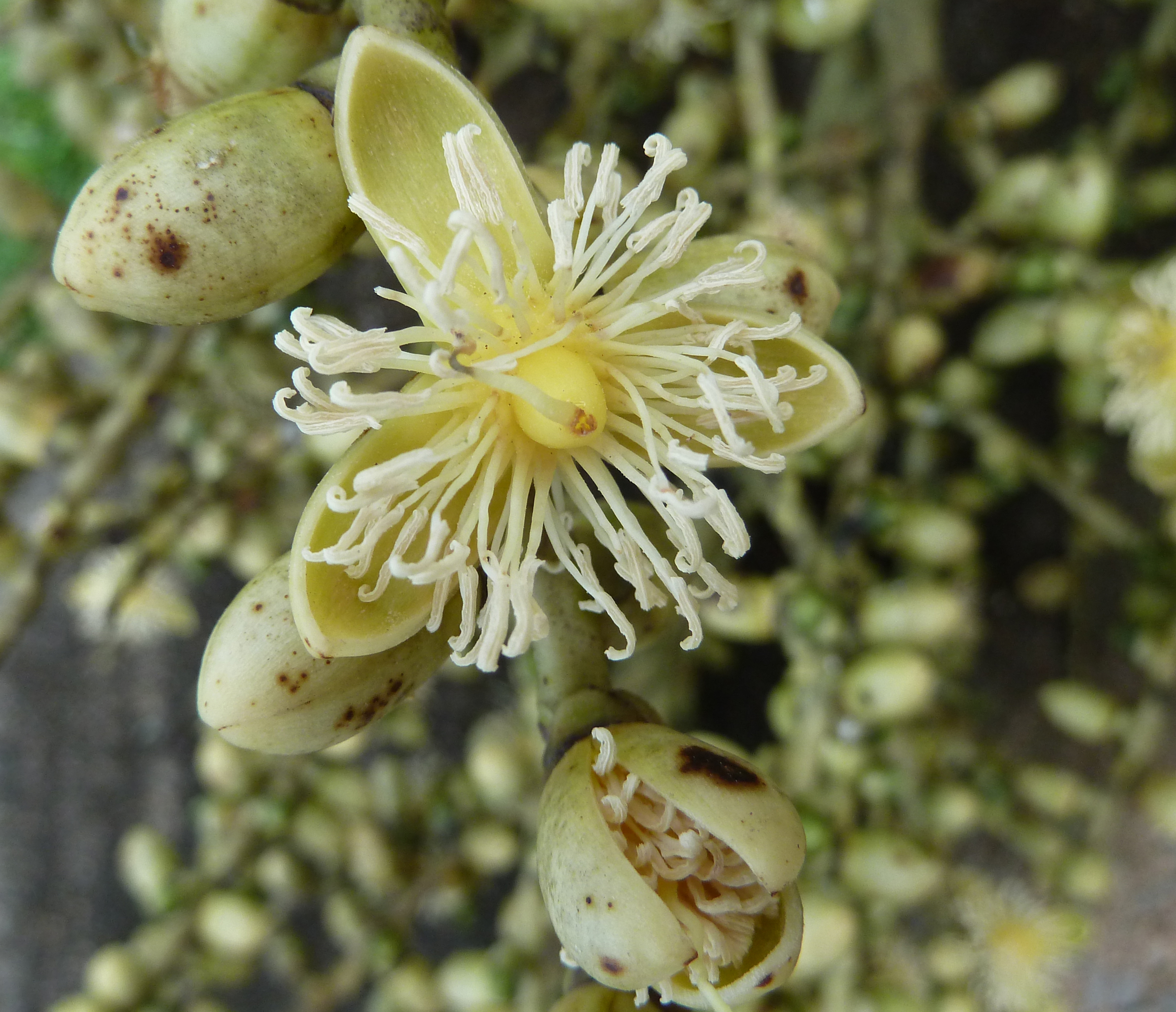
Flor
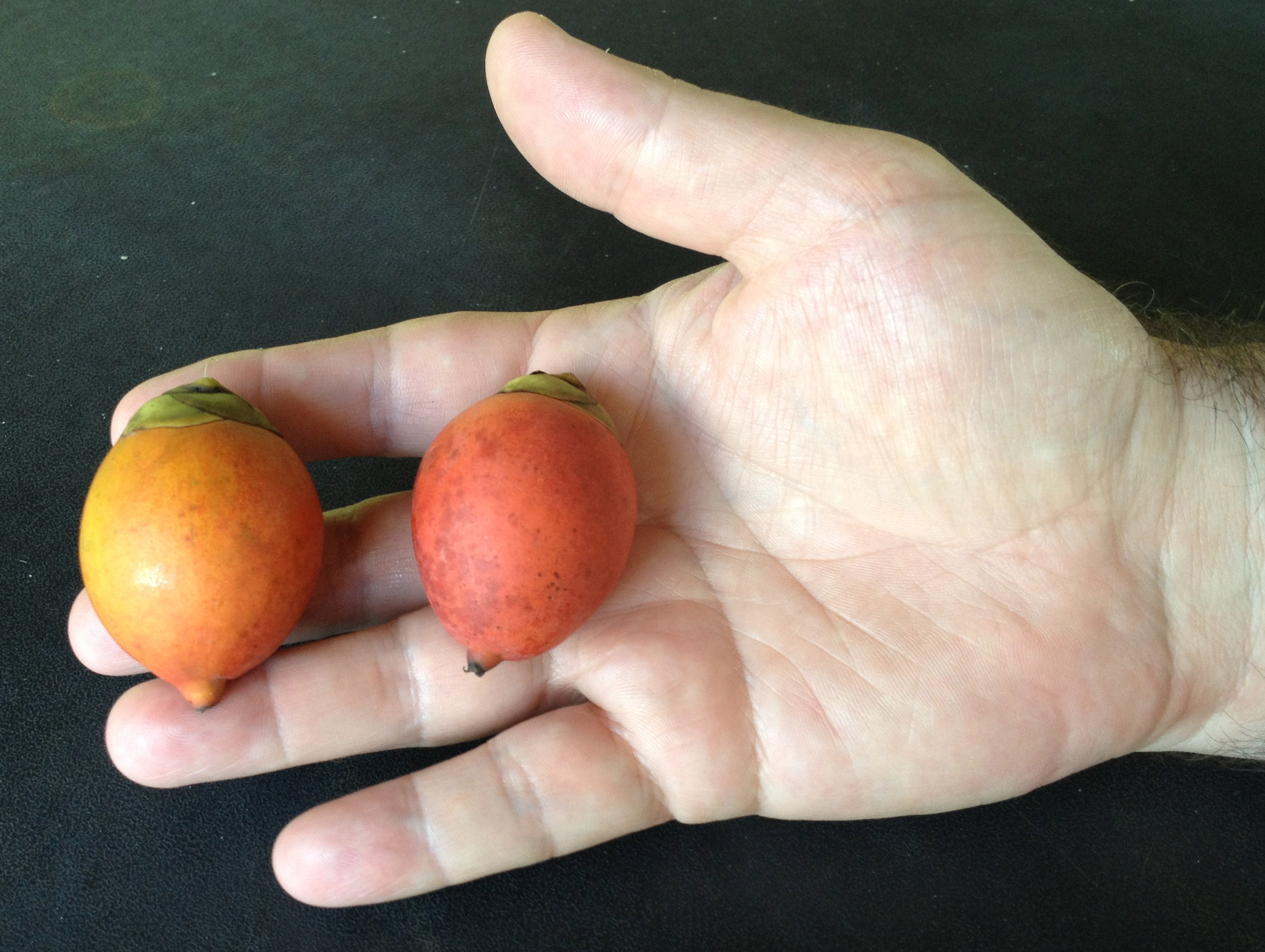
Frutos
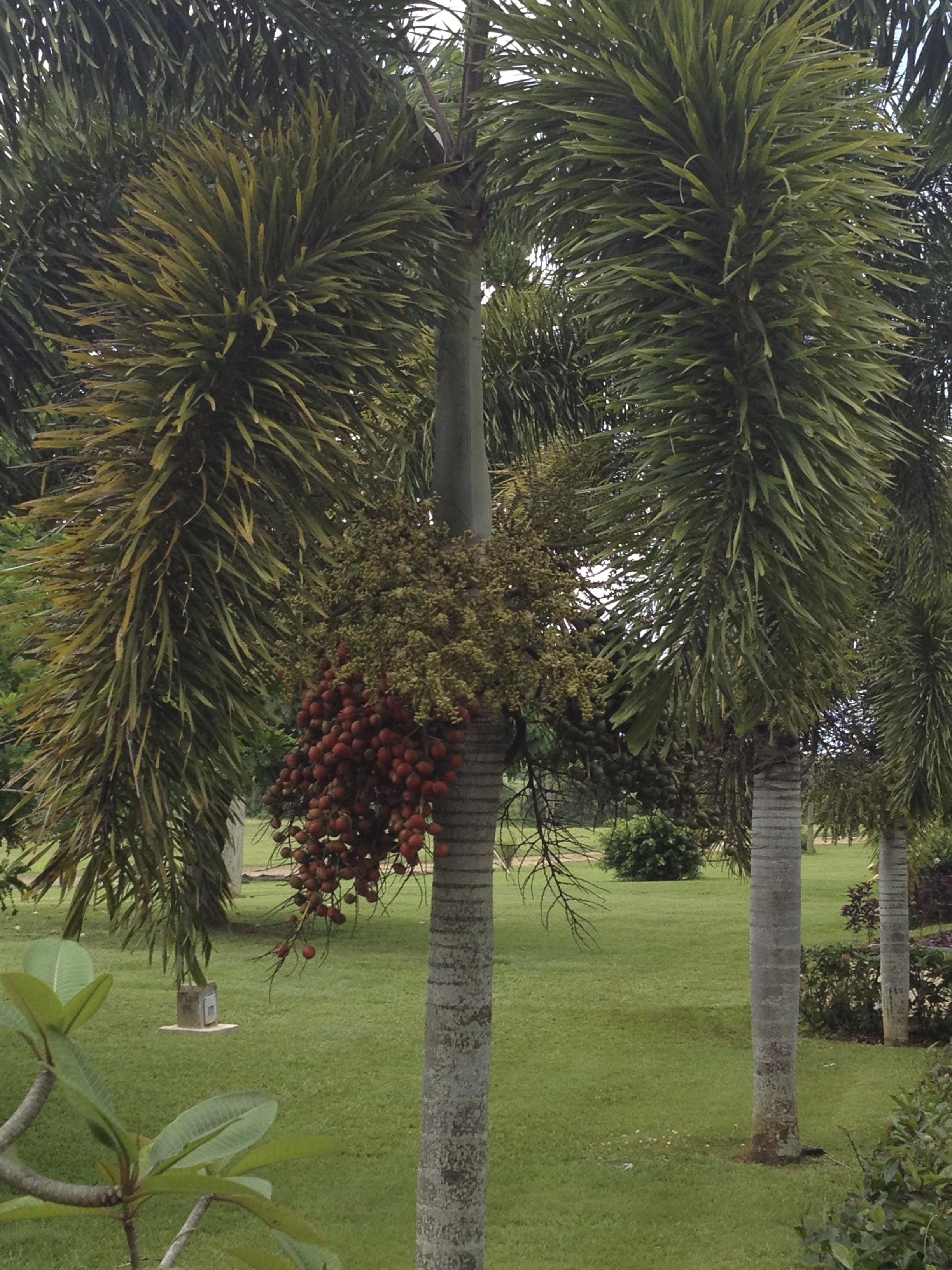
Planta en Moca, Puerto Rico en el jardín de Palacete Los Moreau.

## Taxonomía
Wodyetia bifurcata fue descrito por John Thomas Irvine Boswell Syme  y publicado en Principes 27: 163. 1983.
Etimología
En la mayor parte del mundo no tenían conocimiento de la existencia de esta «espectacular»  palmera hasta 1978, cuando un aborigen la llevó a los botánicos y a la atención del mundo.
El nombre aborigen ha sido registrado como "Wodyeti", por lo que el género le debe el nombre Wodyetia para esta especie endémica de Australia.